# Yeshe Tsogyal
| Tibetische Bezeichnung                             |
| -------------------------------------------------- |
| Tibetische Schrift: ཡེ་ཤེས་མཚོ་རྒྱལ                     |
| Wylie-Transliteration: ye shes mtsho rgyal         |
| Aussprache in IPA: [jeɕe tsʰocɛ]                   |
| Offizielle Transkription der VRCh: Yêxê Cogyai     |
| THDL-Transkription: Yeshé Tsogyel                  |
| Andere Schreibweisen: Yeshe Tsogyal, Yeshe Tsogyel |
| Chinesische Bezeichnung                            |
| Traditionell: 益西措杰                             |
| Vereinfacht: 益西措杰                              |
| Pinyin:Yìxī Cuòjié                                 |

Yeshe Tsogyal (Sanskrit: Jnanasagara) von Kharchen ist eine der großen „erleuchteten Meisterinnen“ des tibetischen Buddhismus.

## Prinzessin von Kharchen
Nach der Überlieferung wurde Yeshe Tsogyal als Tochter von Pelgyi Wongchuk, des Herrschers des tibetischen Fürstentums Kharchen und dessen Frau Getso geboren. Beide Eltern von Yeshe Tsogyal hatten zur Zeit ihrer Empfängnis wundersame Traum-Visionen. Yeshe Tsogyal wurde nach tibetischer Zeitrechnung bei Sonnenaufgang des 10. Tages des Affenmonats im Jahr des Vogels (wahrscheinlich im Jahr 757 n. Chr.) geboren. Nach der Lebensgeschichte von Yeshe Tsogyal wurde ihre Geburt von Wetterphänomenen und wundersamen Zeichen begleitet. Der See vor dem Haus wuchs zu dieser Zeit beträchtlich an, woraufhin das Kind den Namen Yeshe Tsogyal (Königin vom See der Weisheit) erhielt. Sie gilt unter den Tibetern als Ausstrahlung weiblicher erleuchteter Wesen. Sie wuchs zu einer Frau von nahezu überirdischer Schönheit heran und als sie sechzehn Jahre alt war, wurde sie vom tibetischen König Trisong Detsen zur Gemahlin genommen.

## Gefährtin von Guru Rinpoche
König Trisong Detsen lud im achten Jahrhundert den Abt Shantaraksita und den tantrischen Meister Padmasambhava (Guru Rinpoche) nach Tibet ein, um den Buddhismus in Tibet zu verbreiten. Aus dieser Periode der Übertragung buddhistischer Lehren von Indien nach Tibet ging die Schule der „Alten Übersetzungen“ (Nyingma) hervor. Zu dieser Zeit wurden unter anderem sowohl der König als auch Yeshe Tsogyal Schüler von Guru Rinpoche. Yeshe Tsogyal wurde darüber hinaus seine tantrische Gefährtin und Hauptschülerin. Sie erhielt die Übertragung der buddhistischen Lehren von Sutra und Tantra in ihrer Gesamtheit übermittelt. Sie praktizierte alle Lehren, insbesondere die höheren tantrischen Techniken des Vajrayana und erlangte volle Verwirklichung mit diesen Praktiken. Sie wurde aufgrund ihrer Verwirklichung und der Kraft, Wunder zu bewirken, als eine erleuchtete Meisterin in Tibet berühmt.

## Bewahrung und Verbreitung des Buddhismus in Tibet
Die Überlieferung besagt, dass Yeshe Tsogyal die gleiche Realisation erlangte wie ihr Lehrer und dass sie durch ihre Praxis mit einem ewigen Gedächtnis ausgestattet war. Daher erinnerte sie sich an alle Belehrungen, die Guru Rinpoche ihr übermittelte und bewahrte insbesondere die tantrischen Lehren für zukünftige Generationen, indem sie sie auf Geheiß Guru Rinpoches an geheimen Orten verbarg. Auf diese Weise versteckte Belehrungen werden Termas genannt. Yeshe Tsogyal war von entscheidender Bedeutung für die Bewahrung der buddhistischen Lehren zur Zeit der Verfolgung des Buddhismus unter König Langdarma (Regierungszeit 836–842). Sie verbreitete die buddhistischen Lehren in weiten Teilen Tibets. Nach der Überlieferung verließ sie die Welt in unglaublich hohem Alter, da sie durch ihre Verwirklichung Macht über ihre Lebensspanne erlangte. Viele der Praktiken, die von Yeshe Tsogyal für zukünftige Generationen bewahrt wurden, sind noch heute erhalten und werden in den verschiedenen Schulen des tibetischen Buddhismus, speziell in der Nyingma-Schule gelehrt.

## Reinkarnation / Emanation / Aufenthaltsort
Machig Lapdrön, eine der berühmtesten und beliebtesten unter den tibetischen Mystikerinnen, wird als eine Inkarnation von Yeshe Tsogyal betrachtet sowie als Inkarnation von Prajnaparamita.
Tsültrim Allione schreibt darüber: „In the Life of Yeshe Tsogyel, Padma Sambhava predicted that Yeshe Tsogyel would be reborn as Machig Lapdron; her consort, Atsara Sale would become Töpa Bhadra., Machig’s husband; her assistant and Padma Sambhava’s secondary consort, Tashi Khyidren, would be reborn as Machig’s only daughter, and so on. All of the important figures in Tsogyel’s life were to be reborn in the life of Machig Lapdron, including Padma Sambhava himself, who would become Pha Dampa Sangye“. Jomo Memo, einer der bekanntesten weiblichen Tertöns, galt als eine Emanation von Yeshe Tsogyel.
In ihrem Buch Tibets Weise Frauen schreibt Allione in dem Kapitel über Machig Lapdrön: „Am nächsten Morgen erschien Arya Tara und gab ihr die hundert Ermächtigungen, um die Unwissenheit mit der Essenz des Herzens zu reinigen“. Sie sagte zu Lapdrön: Yogini, du und eine Emanation des Buddha Shakyamuni namens Topabhadra, der nach Tibet gekommen ist, werden Prajna und Upaya (grundlegende Erkenntnis und geschickte Mittel) miteinander verbinden. Die Fußnote 65 erläutert: „Auf diese Weise wird auf die Eheschließung zwischen einer Yogini und einem Yogi hingewiesen. Die grundlegende Erkenntnis (Prajna) repräsentiert das Weibliche und die geschickten Mittel (Upaya) das Männliche.“
Yeshe Tsogyal soll sich zusammen mit anderen im Reinen Land von Padmasambhava am Kupferfarbenen Berg aufhalten.